# Bar Jochaj
Bar Jochaj (hebrejsky בַּר יוֹחַאי‎, v oficiálním přepisu do  angličtiny Bar Yohay, přepisováno též Bar Yohai) je vesnice typu společná osada (jišuv kehilati) v Izraeli, v Severním distriktu, v Oblastní radě Merom ha-Galil.

## Geografie
Leží v nadmořské výšce 692 metrů, v Horní Galileji, cca 35 kilometrů východně od břehů Středozemního moře. Je situována na náhorní planině na východním okraji masivu Har Meron. Od města Safed je oddělena náhorní planinou, do níž se zařezává údolí vádí Nachal Amud.
Obec se nachází cca 118 kilometrů severovýchodně od centra Tel Avivu, cca 47 kilometrů severovýchodně od centra Haify a cca 5 kilometrů severozápadně od Safedu. Bar Jochaj obývají Židé, přičemž osídlení v tomto regionu je převážně židovské. 7 kilometrů na jihozápad leží město Bejt Džan, které obývají Drúzové. Oblasti, které obývají izraelští Arabové, leží dál k západu a jihozápadu. 3 kilometry na sever ale leží město Džiš osídlené izraelskými Araby.
Obec Bar Jochaj je na dopravní síť napojena pomocí dálnice číslo 89 ze Safedu do Ma'alot-Taršicha.

## Dějiny
Bar Jochaj byl založen v roce 1979 (podle jiných pramenů už roku 1977) v rámci programu Micpim be-Galil, který na přelomu 70. a 80. let 20. století znamenal výstavbu několika desítek nových židovských vesnic v regionu Galileji a jehož cílem bylo posílit židovské demografické pozice v tomto regionu a nabídnout bydlení na venkově s předměstským životním stylem.
Vesnice je pojmenována podle starověkého rabína Šim'ona bar Jochaje, který je pohřben nedaleko odtud, u obce Meron. Západně od Bar Jochaj stojí komplex se sídlem úřadů Oblastní rady Merom ha-Galil a regionálních školských a zdravotnických institucí.
Zakladateli Bar Jochaj byla skupina 15–20 rodin. Většina z prvních osadníků ale pak novou vesnici opustila. V roce 1992, v době masivní přistěhovalecké vlny Židů z bývalého SSSR, byla obec rozšířena o 80 prefabrikovaných domů určených pro rychlé ubytování imigrantů. Jenže ti o bydlení v této lokalitě nejevili zájem. Roku 1996, kdy zde žilo jen 20 rodin, vláda souhlasila s tím, že nabídne zdejší neobsazené domy a pozemky jiným uchazečům. Od té doby se tu začaly usídlovat rodiny ovlivněné náboženským sionismem.
Většina obyvatel pracuje ve školství a službách. V Bar Jochaj funguje obchod se smíšeným zbožím. Dále je tu k dispozici zařízení předškolní péče o děti. Základní škola je ve vedlejším komplexu při obci Meron. Výhledově má Bar Jochaj projít další stavební expanzí ze stávajících více než 100 na 400 domů.

## Demografie
Obyvatelstvo Bar Jochaj je nábožensky orientované. Podle údajů z roku 2014 tvořili populaci v Bar Jochaj Židé (včetně statistické kategorie „ostatní“, která zahrnuje nearabské obyvatele židovského původu ale bez formální příslušnosti k židovskému náboženství).
Jde o menší sídlo vesnického typu s dlouhodobě rychle rostoucím počtem obyvatel. K 31. prosinci 2014 zde žilo 864 lidí. Během roku 2014 populace stoupla o 5,2 %.
| Rok            | 1983 | 1995 | 2001 | 2003 | 2004 | 2005 | 2006 | 2007 | 2008 | 2009 | 2010 | 2011 | 2012 | 2013 | 2014 |
| -------------- | ---- | ---- | ---- | ---- | ---- | ---- | ---- | ---- | ---- | ---- | ---- | ---- | ---- | ---- | ---- |
| Počet obyvatel | 65   | 102  | 397  | 475  | 531  | 572  | 601  | 658  | 748  | 686  | 693  | 757  | 772  | 821  | 864  |